# Joseph Triebensee
Joseph Triebensee (Viena, 22 de novembre de 1772 - Praga, 22 d'abril de 1846) fou un compositor i oboista austríac.
Fou deixeble del seu pare, el qual era músic de l'orquestra del Teatre Nacional, i després d'Albrechtsberger, i des de 1796 ocupà la plaça de la música del príncep de Liechtenstein. A banda de l'òpera Der rothe Geist in Donnergebirge (1799), va compondre un Concert per a oboè; tres quartets i dos quintets per a instruments de corda i de vent; una sonata per a piano i oboè; variacions per a piano, etc.